# McKenzie, Tennessee
McKenzie är en ort i Carroll County, Henry County och Weakley County  i delstaten Tennessee, USA.